# Tylkowa Turniczka

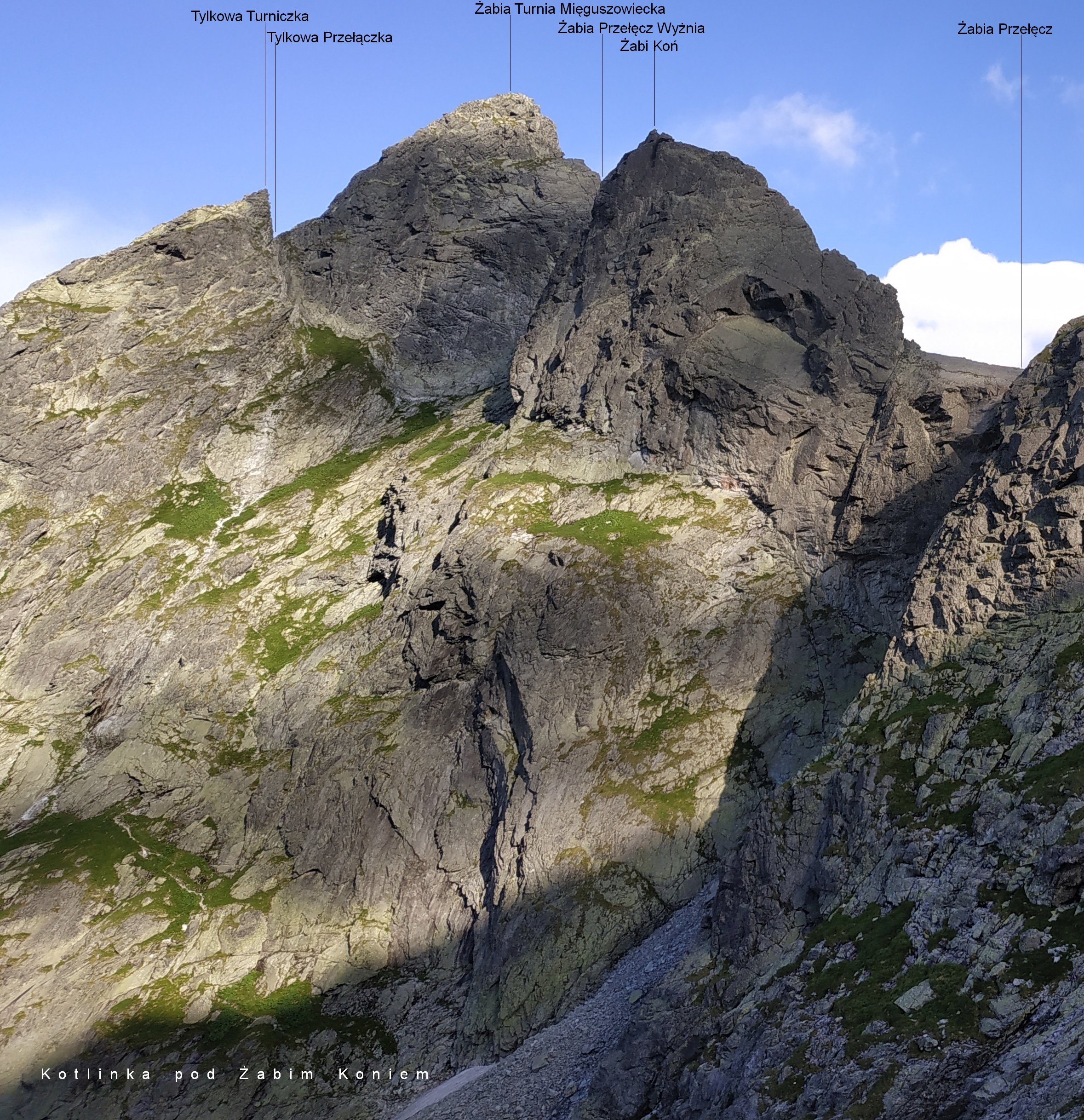
Widok z Doliny Żabiej Mięguszowieckiej

Tylkowa Turniczka (słow. Tylkova vežička, ok. 2290 m) – turniczka w Wołowym Grzbiecie (Volí chrbát) w Tatrach Wysokich. Znajduje się w bocznej, południowej grani Żabiej Turni Mięguszowieckiej (Žabia veža, 2335 m), oddzielona od niej Tylkową Przełączką (Tylkova štrbina, ok. 2275 m). Na przełączkę tę Tylkowa Turniczka opada pionowym, 7-metrowej wysokości uskokiem. Na wschodnią stronę, do Kotlinki pod Żabim Koniem opada ściana o wysokości do 150 m. Jej dolna część zbudowana jest z litych płyt. Ku zachodowi, do Wołowej Kotlinki opada łatwy, trawiasto-skalisty stok. Z Tylkowej Przełączki opada do kotlinki żleb.
Deniwelacja południowej grani Tylkowej Turniczki wynosi około 200 m. Górna i środkowa część tej grani jest mało stroma i trawiasta, gdzieniegdzie tylko występują w niej skaliste partie. Dolna część natomiast tworzy bardzo stromy uskok o 100-metrowej wysokości i szerokości około 120 m.  Prowadzą nim 3 drogi wspinaczkowe. Na wysokości około 2080 m uskok opada na pochyły taras zawalony dużymi głazami. 20-metrowej wysokości pas skalnych ścianek dzieli go na dwie części. Na górną część można łatwo wyjść po lewej stronie.
Nazwą przełęczy upamiętniono przewodnika tatrzańskiego Wojciecha Tylkę Suleję.

## Drogi wspinaczkowe
1. Prawą częścią dolnego uskoku (Ermitaż); V+ w skali UIAA, czas przejścia 3 godz.,
2. Środkową częścią dolnego uskoku; V, 2 godz. 30 min,
3. Lewą częścią dolnego uskoku; V, 2 godz. 30 min[2].